# Karaimski jezik
Karaimski jezik (turski karaitski, karaitski; ISO 639-3: kdr), altajski jezik zapadnoturkijske skupine, kojim govori nešto preko 1 000 ljudi (2006 A. Goraianov) na području poluotoka Krima u Ukrajini. 
Karaimski je nacionalni jezik Karaima (sing. Karai), turskog naroda koji je prihvatio karaizam. Ima tri dijalekta: karaim, trakai (trakay) i halych (galits). U Litvi ga govori svega 120 ljudi
Pismo, ćirilica na Krimu, latinica u Litvi. Nije isto što i krimčak [jct].

## Vanjske poveznice
- Ethnologue (14th)
- Ethnologue (15th)